# Epicarsia diagramma
Epicarsia diagramma là một loài bướm đêm trong họ Noctuidae.